# Liste der Baudenkmäler im Wuppertaler Wohnquartier Elberfeld-Mitte
Die Liste der Baudenkmäler im Wuppertaler Wohnquartier Elberfeld-Mitte enthält die denkmalgeschützten Bauwerke auf dem Gebiet von Wuppertal-Elberfeld-Mitte in Nordrhein-Westfalen (Stand: November 2011). Diese Baudenkmäler sind in der Denkmalliste der Stadt Wuppertal eingetragen; Grundlage für die Aufnahme ist das Denkmalschutzgesetz Nordrhein-Westfalen (DSchG NRW).

Der Link (Karte oder Lage) führt zu verschiedenen Kartendiensten mit der Position des Kulturdenkmals. Fehlt dieser Link, wurden die Koordinaten noch nicht eingetragen. Sind diese bekannt, können sie über ein Tool mit einer Kartenansicht einfach nachgetragen werden. In dieser Kartenansicht sind Kulturdenkmale ohne Koordinaten mit einem roten bzw. orangen Marker dargestellt und können durch Verschieben auf die richtige Position in der Karte mit Koordinaten versehen werden. Kulturdenkmale ohne Bild sind an einem blauen bzw. roten Marker erkennbar.

## Auszug aus der Denkmalliste

### Eingetragene Baudenkmäler
| Bild                                                                | Bezeichnung                                                                                     | Lage                                              | Beschreibung | Bauzeit        | Eingetragen seit   | Denkmal- nummer |
| ------------------------------------------------------------------- | ----------------------------------------------------------------------------------------------- | ------------------------------------------------- | --- | -------------- | ------------------ | --------------- |
| weitere Bilder                                                      | Verwaltungsgebäude (Industrie- und Handelskammer)                                               | Elberfeld-Mitte Alexanderstraße 18 Karte          | eine bauliche Einheit mit Heinrich-Kamp-Platz 2, siehe Industrie- und Handelskammer Wuppertal-Solingen-Remscheid |                | 12. November 1986  | 910             |
| weitere Bilder                                                      | Schwebebahn-Station (Schwebebahn-Station Hauptbahnhof, ehemals Schwebebahn-Station Döppersberg) | Elberfeld-Mitte Alte Freiheit 24 a Karte          | eine D-Nummer mit Alte Freiheit 26, dem KöBo Haus                                                                |                | 15. Februar 1991   | 1868            |
| Geschäftshaus (Köbo-Haus)                                           | Geschäftshaus (Köbo-Haus)                                                                       | Elberfeld-Mitte Alte Freiheit 26 Karte            | eine D-Nummer mit Alte Freiheit 24a                                                                              |                | 15. Februar 1991   | 1868            |
| Wohn- und Geschäftshaus                                             | Wohn- und Geschäftshaus                                                                         | Elberfeld-Mitte Aue 8 Karte                       | eine D-Nummer mit Laurentiusstraße 35                                                                            |                | 19. September 1994 | 3532            |
| weitere Bilder                                                      | Kontorhaus                                                                                      | Elberfeld-Mitte Aue 76 Karte                      | |                | 10. Februar 1993   | 2745            |
| weitere Bilder                                                      | Wohn- und Geschäftshaus                                                                         | Elberfeld-Mitte Aue 84 Karte                      | |                | 3. Februar 1993    | 2738            |
| weitere Bilder                                                      | Wohn- und Geschäftshaus                                                                         | Elberfeld-Mitte Aue 86 Karte                      | |                | 29. Februar 1988   | 1305            |
| weitere Bilder                                                      | Wohnhaus                                                                                        | Elberfeld-Mitte Aue 90 Karte                      | |                | 27. Januar 1993    | 2713            |
| weitere Bilder                                                      | Wohn- und Geschäftshaus                                                                         | Elberfeld-Mitte Aue 94 Karte                      | |                | 27. Januar 1987    | 951             |
| weitere Bilder                                                      | Wohn- und Geschäftshaus                                                                         | Elberfeld-Mitte Aue 106 Karte                     | eine D-Nummer mit Friedrich-Ebert-Straße 91                                                                      |                | 27. Februar 1985   | 319             |
| weitere Bilder                                                      | Wohnhaus                                                                                        | Elberfeld-Mitte Auer Schulstraße 1 Karte          | |                | 28. April 1994     | 3382            |
| weitere Bilder                                                      | Wohn- und Geschäftshaus                                                                         | Elberfeld-Mitte Auer Schulstraße 4 Karte          | |                | 28. Februar 1985   | 320             |
| weitere Bilder                                                      | Wohnhaus                                                                                        | Elberfeld-Mitte Auer Schulstraße 6 Karte          | |                | 13. Mai 1994       | 3402            |
| weitere Bilder                                                      | Wohnhaus                                                                                        | Elberfeld-Mitte Auer Schulstraße 8 Karte          | |                | 25. Mai 1994       | 3414            |
| weitere Bilder                                                      | Wohnhaus                                                                                        | Elberfeld-Mitte Auer Schulstraße 10 Karte         | |                | 28. Februar 1985   | 321             |
| weitere Bilder                                                      | Verwaltungsgebäude                                                                              | Elberfeld-Mitte Auer Schulstraße 12 Karte         | eine D-Nummer mit Osterfelder Straße 15                                                                          |                | 27. Februar 1992   | 2062            |
| weitere Bilder                                                      | Geschäftshaus                                                                                   | Elberfeld-Mitte Bankstraße 3 Karte                | eine bauliche Einheit mit Herzogstraße 27                                                                        |                | 2. September 1994  | 3523            |
| weitere Bilder                                                      | Bankgebäude (Landeszentralbank)                                                                 | Elberfeld-Mitte Bankstraße 23 Karte               | |                | 2. April 1993      | 2865            |
| weitere Bilder                                                      | Fabrikgebäude                                                                                   | Elberfeld-Mitte Bembergstraße 17 Karte            | eine D-Nummer mit Bundesallee 233 und Hofaue 25                                                                  |                | 7. März 1994       | 3321            |
| Fabrikgebäude                                                       | Fabrikgebäude                                                                                   | Elberfeld-Mitte Bembergstraße 20 Karte            | |                | 5. August 1992     | 2356            |
| weitere Bilder                                                      | Fabrikgebäude                                                                                   | Elberfeld-Mitte Bergstraße 11 Karte               | |                | 18. August 1993    | 3059            |
| weitere Bilder                                                      | Wohnhaus (Villa Frowein, ehemals Bergische Musikschule)                                         | Elberfeld-Mitte Briller Straße 2 Karte            | |                | 5. August 1987     | 1102            |
| Schulgebäude (Ehem. Gymnasium Aue)                                  | Schulgebäude (Ehem. Gymnasium Aue)                                                              | Elberfeld-Mitte Bundesallee 30 Karte              | |                | 21. August 1984    | 112             |
| Schulgebäude (Kaufmännische Schulen West, Erweiterungsbau)          | Schulgebäude (Kaufmännische Schulen West, Erweiterungsbau)                                      | Elberfeld-Mitte Bundesallee 222 Karte             | |                | 6. Juni 2000       | 4138            |
| weitere Bilder                                                      | Fabrikgebäude                                                                                   | Elberfeld-Mitte Bundesallee 233 Karte             | eine D-Nummer mit Bembergstraße 17 und Hofaue 25                                                                 |                | 7. März 1994       | 3321            |
| weitere Bilder                                                      | Schauspielhaus                                                                                  | Elberfeld-Mitte Bundesallee 260 Karte             | |                | 6. Juni 2000       | 4139            |
| weitere Bilder                                                      | Automobilsalon und Werkstatt (Sopp’scher Pavillon)                                              | Elberfeld-Mitte Bundesallee 268 Karte             | eine D-Nummer mit Bundesallee 274                                                                                |                | 22. Dezember 1998  | 2084            |
| Automobilsalon und Werkstatt (Sopp’scher Pavillon)                  | Automobilsalon und Werkstatt (Sopp’scher Pavillon)                                              | Elberfeld-Mitte Bundesallee 274 Karte             | eine D-Nummer mit Bundesallee 268                                                                                |                | 22. Dezember 1998  | 2084            |
| weitere Bilder                                                      | Museum (Von der Heydt-Museum)                                                                   | Elberfeld-Mitte Burgstraße 4 Karte                | eine bauliche Einheit mit Wall 11 und Schwanenstraße 35                                                          |                | 4. Dezember 1984   | 197             |
| weitere Bilder                                                      | Bahnhofsgebäude (Ehemaliges Bahnhofsempfangsgebäude, Gleis 1)                                   | Elberfeld-Mitte Döppersberg 1 Karte               | |                | 8. Dezember 1987   | 1220            |
| weitere Bilder                                                      | Schulgebäude (Bundesbahnsozialgebäude / ehemalige Gewerbeschule, Dürer-Haus siehe)              | Elberfeld-Mitte Döppersberg 19 Karte              | |                | 6. November 1990   | 1832            |
| weitere Bilder                                                      | Bahnhofsempfangsgebäude (Hauptbahnhof, Bahnhof Döppersberg)                                     | Elberfeld-Mitte Döppersberg 37 Karte              | |                | 11. Mai 1988       | 1361            |
| weitere Bilder                                                      | Verwaltungsgebäude (Bundesbahndirektion)                                                        | Elberfeld-Mitte Döppersberg 41 Karte              | |                | 11. Mai 1988       | 1362            |
| weitere Bilder                                                      | Landgericht (Landgericht Wuppertal)                                                             | Elberfeld-Mitte Eiland 1 Karte                    | |                | 18. Dezember 1987  | 1251            |
| weitere Bilder                                                      | Amtsgericht (Amtsgericht Wuppertal)                                                             | Elberfeld-Mitte Eiland 4 Karte                    | |                | 18. Dezember 1987  | 1252            |
| weitere Bilder                                                      | Wohnhaus (Haus Daniel von der Heydt)                                                            | Elberfeld-Mitte Friedrich-Ebert-Straße 13 Karte   | |                | 28. Juli 1986      | 836             |
| Wohn- und Geschäftshaus                                             | Wohn- und Geschäftshaus                                                                         | Elberfeld-Mitte Friedrich-Ebert-Straße 13 a Karte | |                | 13. Mai 1993       | 2947            |
| weitere Bilder                                                      | Wohnhaus (Palais Meckel)                                                                        | Elberfeld-Mitte Friedrich-Ebert-Straße 15 Karte   | eine D-Nummer mit Friedrich-Ebert-Straße 15a                                                                     |                | 11. Oktober 1984   | 154             |
| weitere Bilder                                                      | Remise                                                                                          | Elberfeld-Mitte Friedrich-Ebert-Straße 15 a Karte | eine D-Nummer mit Friedrich-Ebert-Straße 15                                                                      |                | 11. Oktober 1984   | 154             |
| weitere Bilder                                                      | Pavillon (Pavillon (WC/Kiosk))                                                                  | Elberfeld-Mitte Friedrich-Ebert-Straße 16 a Karte | |                | 10. März 1988      | 1315            |
| weitere Bilder                                                      | Pavillon (Pavillon (Cafe))                                                                      | Elberfeld-Mitte Friedrich-Ebert-Straße 18 Karte   | |                | 4. Dezember 1991   | 1954            |
| weitere Bilder                                                      | Kirche (St. Laurentius)                                                                         | Elberfeld-Mitte Friedrich-Ebert-Straße 20 Karte   | |                | 4. Oktober 1984    | 151             |
| weitere Bilder                                                      | Pfarrhaus                                                                                       | Elberfeld-Mitte Friedrich-Ebert-Straße 22 Karte   | |                | 8. Oktober 1984    | 152             |
| weitere Bilder                                                      | Wohn- und Geschäftshaus                                                                         | Elberfeld-Mitte Friedrich-Ebert-Straße 67 Karte   | |                | 15. Januar 1988    | 1278            |
| weitere Bilder                                                      | Wohn- und Geschäftshaus                                                                         | Elberfeld-Mitte Friedrich-Ebert-Straße 68 Karte   | |                | 16. September 1988 | 1459            |
| Wohn- und Geschäftshaus                                             | Wohn- und Geschäftshaus                                                                         | Elberfeld-Mitte Friedrich-Ebert-Straße 68 a Karte | |                | 4. August 1994     | 3494            |
| weitere Bilder                                                      | Wohnhaus                                                                                        | Elberfeld-Mitte Friedrich-Ebert-Straße 71 Karte   | |                | 9. Dezember 1986   | 930             |
| Wohnhaus                                                            | Wohnhaus                                                                                        | Elberfeld-Mitte Friedrich-Ebert-Straße 71 a Karte | |                | 10. Dezember 1986  | 931             |
| weitere Bilder                                                      | Wohn- und Geschäftshaus                                                                         | Elberfeld-Mitte Friedrich-Ebert-Straße 72 Karte   | |                | 26. April 1985     | 158             |
| weitere Bilder                                                      | Wohnhaus                                                                                        | Elberfeld-Mitte Friedrich-Ebert-Straße 77 Karte   | |                | 26. September 1984 | 148             |
| weitere Bilder                                                      | Wohn- und Geschäftshaus                                                                         | Elberfeld-Mitte Friedrich-Ebert-Straße 79 Karte   | |                | 1. Dezember 1986   | 921             |
| weitere Bilder                                                      | Wohnhaus                                                                                        | Elberfeld-Mitte Friedrich-Ebert-Straße 81 Karte   | |                | 20. Dezember 1984  | 229             |
| Wohnhaus                                                            | Wohnhaus                                                                                        | Elberfeld-Mitte Friedrich-Ebert-Straße 82 Karte   | |                | 16. September 1988 | 1456            |
| weitere Bilder                                                      | Wohnhaus                                                                                        | Elberfeld-Mitte Friedrich-Ebert-Straße 83 Karte   | |                | 2. September 1994  | 3524            |
| Wohnhaus                                                            | Wohnhaus                                                                                        | Elberfeld-Mitte Friedrich-Ebert-Straße 84 Karte   | |                | 27. Januar 1992    | 2006            |
| weitere Bilder                                                      | Wohnhaus                                                                                        | Elberfeld-Mitte Friedrich-Ebert-Straße 85 Karte   | |                | 28. November 1994  | 3601            |
| weitere Bilder                                                      | Wohn- und Geschäftshaus                                                                         | Elberfeld-Mitte Friedrich-Ebert-Straße 87 a Karte | |                | 17. April 1996     | 3884            |
| weitere Bilder                                                      | Wohnhaus                                                                                        | Elberfeld-Mitte Friedrich-Ebert-Straße 89 a Karte | |                | 2. Dezember 1986   | 922             |
| Wohn- und Geschäftshaus                                             | Wohn- und Geschäftshaus                                                                         | Elberfeld-Mitte Friedrich-Ebert-Straße 91 Karte   | eine D-Nummer mit Aue 106                                                                                        |                | 27. Februar 1985   | 319             |
| Verwaltungsgebäude (Industrie- und Handelskammer)                   | Verwaltungsgebäude (Industrie- und Handelskammer)                                               | Elberfeld-Mitte Heinrich-Kamp-Platz 2 Karte       | eine bauliche Einheit mit Alexanderstraße 18                                                                     |                | 12. November 1986  | 910             |
| weitere Bilder                                                      | Geschäftshaus                                                                                   | Elberfeld-Mitte Herzogstraße 27 Karte             | eine bauliche Einheit mit Bankstraße 3                                                                           |                | 2. September 1994  | 3523            |
| weitere Bilder                                                      | Wohn- und Geschäftshaus (Glanzstoff-Gebäude)                                                    | Elberfeld-Mitte Herzogstraße 31 Karte             | eine D-Nummer mit Herzogstraße 33, Kasinostraße 19,23, Mäuerchen 16                                              |                | 19. Juli 2001      | 4189            |
| Kasino (Glanzstoff-Gebäude, Kasino)                                 | Kasino (Glanzstoff-Gebäude, Kasino)                                                             | Elberfeld-Mitte Herzogstraße 33 Karte             | eine D-Nummer mit Herzogstraße 31, Kasinostraße 19,23, Mäuerchen 16                                              |                | 19. Juli 2001      | 4189            |
| weitere Bilder                                                      | Wohn- und Geschäftshaus                                                                         | Elberfeld-Mitte Herzogstraße 44 Karte             | eine bauliche Einheit mit Neumarktstraße 45                                                                      |                | 31. Januar 1997    | 4036            |
| weitere Bilder                                                      | Fabrikgebäude                                                                                   | Elberfeld-Mitte Hofaue 21 Karte                   | |                | 1. Juni 1990       | 1767            |
| weitere Bilder                                                      | Fabrikgebäude                                                                                   | Elberfeld-Mitte Hofaue 25 Karte                   | eine D-Nummer mit Bundesallee 233 und Bembergstraße 17                                                           |                | 7. März 1994       | 3321            |
| weitere Bilder                                                      | Kontor- und Fabrikgebäude                                                                       | Elberfeld-Mitte Hofaue 35 Karte                   | eine bauliche Einheit mit Hofaue 39                                                                              |                | 17. September 1992 | 2435            |
| weitere Bilder                                                      | Kontor- und Fabrikgebäude                                                                       | Elberfeld-Mitte Hofaue 39 Karte                   | eine bauliche Einheit mit Hofaue 35                                                                              |                | 17. September 1992 | 2435            |
| weitere Bilder                                                      | Geschäftshaus                                                                                   | Elberfeld-Mitte Hofaue 49 Karte                   | eine bauliche Einheit mit Hofaue 47                                                                              |                | 17. November 1987  | 1196            |
| weitere Bilder                                                      | Kaufhaus                                                                                        | Elberfeld-Mitte Hofaue 51 Karte                   | eine bauliche Einheit mit Hofaue 53, siehe Kolkmannhaus                                                          |                | 30. Juli 1984      | 79              |
| Kaufhaus                                                            | Kaufhaus                                                                                        | Elberfeld-Mitte Hofaue 53 Karte                   | eine bauliche Einheit mit Hofaue 51                                                                              |                | 30. Juli 1984      | 79              |
| weitere Bilder                                                      | Geschäftshaus                                                                                   | Elberfeld-Mitte Hofaue 54 Karte                   | eine bauliche Einheit mit Wesendonkstraße 12, siehe Textilfabrik Uhlhorn & Klussmann                             |                | 13. November 1984  | 186             |
| weitere Bilder                                                      | Fabrikgebäude                                                                                   | Elberfeld-Mitte Hofaue 67 Karte                   | eine bauliche Einheit mit Wesendonkstraße 14                                                                     |                | 8. März 1985       | 358             |
| weitere Bilder                                                      | Stadtsparkasse (Stadtsparkasse Wuppertal (Islandufer))                                          | Elberfeld-Mitte Islandufer 15 Karte               | | 1969-1973      | 2. Dezember 2015   | 4240            |
| weitere Bilder                                                      | Stadthalle (Stadthalle Wuppertal)                                                               | Elberfeld-Mitte Johannisberg 40 Karte             | ehemals Bahnhofstraße 40                                                                                         |                | 18. Juli 1984      | 58              |
| weitere Bilder                                                      | Pavillon (Pavillon Stadthallengarten)                                                           | Elberfeld-Mitte Johannisberg 40 Karte             | ehemals Bahnhofstraße 40                                                                                         |                | 23. Mai 1985       | 478             |
| weitere Bilder                                                      | Verwaltungsgebäude (Finanzamt)                                                                  | Elberfeld-Mitte Kasinostraße 12                   | |                | 19. März 2001      | 4162            |
| weitere Bilder                                                      | Verwaltungsgebäude (Glanzstoff-Hochhaus)                                                        | Elberfeld-Mitte Kasinostraße 19                   | eine D-Nummer mit Kasinostraße 23, Herzogstraße 31,33, Mäuerchen 16                                              |                | 19. Juli 2001      | 4189            |
| Verwaltungsgebäude (Glanzstoff-Gebäude, Verbindungsbau)             | Verwaltungsgebäude (Glanzstoff-Gebäude, Verbindungsbau)                                         | Elberfeld-Mitte Kasinostraße 23                   | eine D-Nummer mit Kasinostraße 19, Herzogstraße 31,33, Mäuerchen 16                                              |                | 19. Juli 2001      | 4189            |
| weitere Bilder                                                      | Parkhaus (Glanzstoff-Parkhaus)                                                                  | Elberfeld-Mitte Kasinostraße 28                   | |                | 30. März 2001      | 4169            |
| weitere Bilder                                                      | Lichtspieltheater (Forum Maximum im Rex)                                                        | Elberfeld-Mitte Kipdorf 29                        | |                | 11. Oktober 1999   | 4120            |
| weitere Bilder                                                      | Kirche (Alte reformierte Kirche)                                                                | Elberfeld-Mitte Kirchstraße 3                     | |                | 4. März 1988       | 1306            |
| Schwebebahn-Station (Schwebebahn-Station Kluse)                     | Schwebebahn-Station (Schwebebahn-Station Kluse)                                                 | Elberfeld-Mitte Schwebebahnhof Kluse              | Teil des Denkmals Gesamtanlage Schwebebahn mit der D-Nummer 4035                                                 |                | 26. Mai 1997       | 4035            |
| Bibliothek (Stadtbibliothek Wuppertal)                              | Bibliothek (Stadtbibliothek Wuppertal)                                                          | Elberfeld-Mitte Kolpingstraße 8                   | |                | 13. Mai 1994       | 3405            |
| weitere Bilder                                                      | Treppe (auch unter der Bezeichnung Treppe Johannisberg geläufig)                                | Elberfeld-Mitte Küpperstraße                      | |                | 24. November 1998  | 4103            |
| Wohn- und Geschäftshaus                                             | Wohn- und Geschäftshaus                                                                         | Elberfeld-Mitte Laurentiusstraße 12               | | 1901           | 22. April 1988     | 1345            |
| weitere Bilder                                                      | Wohnhaus                                                                                        | Elberfeld-Mitte Laurentiusstraße 18               | eine D-Nummer mit Laurentiusstraße 20                                                                            | 1888           | 14. November 1985  | 643             |
| weitere Bilder                                                      | Wohnhaus                                                                                        | Elberfeld-Mitte Laurentiusstraße 20               | eine D-Nummer mit Laurentiusstraße 18                                                                            | 1888           | 14. November 1985  | 643             |
| weitere Bilder                                                      | Wohnhaus                                                                                        | Elberfeld-Mitte Laurentiusstraße 22               | Wohnhaus von Prof. Dr. J. C. Fuhlrott                                                                            | 1846           | 19. Mai 1987       | 1053            |
| Wohn- und Geschäftshaus                                             | Wohn- und Geschäftshaus                                                                         | Elberfeld-Mitte Laurentiusstraße 35               | eine D-Nummer mit Aue 8                                                                                          | 1886–1895      | 19. September 1994 | 3532            |
| weitere Bilder                                                      | Wohnhaus                                                                                        | Elberfeld-Mitte Luisenstraße 59                   | eine bauliche Einheit mit Osterfelder Straße 1                                                                   | 1849–1870      | 13. Juni 1994      | 3427            |
| weitere Bilder                                                      | Wohnhaus                                                                                        | Elberfeld-Mitte Luisenstraße 61                   | |                | 30. Januar 1986    | 704             |
| weitere Bilder                                                      | Wohnhaus                                                                                        | Elberfeld-Mitte Luisenstraße 63                   | |                | 16. März 1987      | 1006            |
| weitere Bilder                                                      | Wohnhaus                                                                                        | Elberfeld-Mitte Luisenstraße 65                   | | 1820–1870      | 24. September 1990 | 1821            |
| weitere Bilder                                                      | Wohn- und Geschäftshaus                                                                         | Elberfeld-Mitte Luisenstraße 69                   | eine bauliche Einheit mit Luisenstraße 67, aber eine D-Nummer mit Obergrünewalder Straße 1                       |                | 29. März 1984      | 10              |
| weitere Bilder                                                      | Wohnhaus                                                                                        | Elberfeld-Mitte Luisenstraße 71                   | | 1870           | 15. Februar 1993   | 2761            |
| weitere Bilder                                                      | Wohn- und Geschäftshaus                                                                         | Elberfeld-Mitte Luisenstraße 71 a                 | |                | 16. Dezember 1985  | 676             |
| Wohn- und Geschäftshaus                                             | Wohn- und Geschäftshaus                                                                         | Elberfeld-Mitte Luisenstraße 73                   | | 1870           | 15. Februar 1993   | 2762            |
| weitere Bilder                                                      | Wohnhaus                                                                                        | Elberfeld-Mitte Luisenstraße 75                   | | 1820–1870      | 28. November 1990  | 1844            |
| weitere Bilder                                                      | Wohn- und Geschäftshaus                                                                         | Elberfeld-Mitte Luisenstraße 77                   | | 1870           | 5. Mai 1993        | 2920            |
| weitere Bilder                                                      | Wohnhaus                                                                                        | Elberfeld-Mitte Luisenstraße 79                   | | 1895           | 16. März 1987      | 1007            |
| Wohn- und Geschäftshaus                                             | Wohn- und Geschäftshaus                                                                         | Elberfeld-Mitte Luisenstraße 81                   | eine D-Nummer mit Untergrünewalder Straße 3                                                                      | 1920           | 17. Dezember 1993  | 3237            |
| weitere Bilder                                                      | Wohnhaus                                                                                        | Elberfeld-Mitte Luisenstraße 85                   | eine D-Nummer mit Luisenstraße 87                                                                                |                | 31. August 1987    | 1113            |
| weitere Bilder                                                      | Wohnhaus                                                                                        | Elberfeld-Mitte Luisenstraße 87                   | eine D-Nummer mit Luisenstraße 85                                                                                |                | 31. August 1987    | 1113            |
| weitere Bilder                                                      | Wohnhaus                                                                                        | Elberfeld-Mitte Luisenstraße 91                   | eine D-Nummer mit Sophienstraße 1                                                                                | 1849–1870      | 27. Oktober 1993   | 2119            |
| Produktionsgebäude (Glanzstoff-Gebäude, Textiltechnisches Institut) | Produktionsgebäude (Glanzstoff-Gebäude, Textiltechnisches Institut)                             | Elberfeld-Mitte Mäuerchen 16                      | eine D-Nummer mit Herzogstraße 31, 33, Kasinostraße 19, 23                                                       |                | 19. Juli 2001      | 4189            |
| weitere Bilder                                                      | Brunnen (Jubiläumsbrunnen)                                                                      | Elberfeld-Mitte Neumarkt                          | |                | 30. März 2000      | 4135            |
| Wohn- und Geschäftshaus                                             | Wohn- und Geschäftshaus                                                                         | Elberfeld-Mitte Neumarktstraße 6                  | |                | 8. September 1992  | 2419            |
| Wohn- und Geschäftshaus                                             | Wohn- und Geschäftshaus                                                                         | Elberfeld-Mitte Neumarktstraße 8                  | |                | 30. Juni 1992      | 2296            |
| weitere Bilder                                                      | Verwaltungsgebäude (Ehemaliges Rathaus Elberfeld)                                               | Elberfeld-Mitte Neumarkt 10                       | |                | 5. Dezember 1984   | 209             |
| weitere Bilder                                                      | Kaufhaus (Kaufhaus Tietz)                                                                       | Elberfeld-Mitte Neumarkt 26                       | |                | 22. September 1994 | 3543            |
| Geschäftshaus                                                       | Geschäftshaus                                                                                   | Elberfeld-Mitte Neumarktstraße 36                 | |                | 25. September 1992 | 2467            |
| Wohn- und Geschäftshaus                                             | Wohn- und Geschäftshaus                                                                         | Elberfeld-Mitte Neumarktstraße 38                 | |                | 6. Juli 1987       | 1083            |
| weitere Bilder                                                      | Wohn- und Geschäftshaus                                                                         | Elberfeld-Mitte Obergrünewalder Straße 1          | eine Denkmalnummer mit Luisenstraße 69                                                                           |                | 29. März 1984      | 10              |
| weitere Bilder                                                      | Wohn- und Geschäftshaus                                                                         | Elberfeld-Mitte Obergrünewalder Straße 2          | |                | 16. Dezember 1985  | 675             |
| weitere Bilder                                                      | Wohn- und Geschäftshaus                                                                         | Elberfeld-Mitte Obergrünewalder Straße 3          | |                | 9. Juli 1992       | 2303            |
| weitere Bilder                                                      | Wohnhaus                                                                                        | Elberfeld-Mitte Obergrünewalder Straße 4          | eine bauliche Einheit mit Obergrünewalder Straße 6, 8                                                            |                | 30. Juni 1992      | 2292            |
| weitere Bilder                                                      | Wohnhaus                                                                                        | Elberfeld-Mitte Obergrünewalder Straße 5          | |                | 9. Juli 1992       | 2313            |
| weitere Bilder                                                      | Wohnhaus                                                                                        | Elberfeld-Mitte Obergrünewalder Straße 6          | eine bauliche Einheit mit Obergrünewalder Straße 4, 8                                                            |                | 4. Februar 1992    | 2021            |
| weitere Bilder                                                      | Wohnhaus                                                                                        | Elberfeld-Mitte Obergrünewalder Straße 7          | |                | 27. September 1988 | 1477            |
| Wohnhaus                                                            | Wohnhaus                                                                                        | Elberfeld-Mitte Obergrünewalder Straße 7 a        | |                | 27. September 1988 | 1478            |
| weitere Bilder                                                      | Wohnhaus                                                                                        | Elberfeld-Mitte Obergrünewalder Straße 8          | eine bauliche Einheit mit Obergrünewalder Straße 4, 6                                                            |                | 4. Februar 1992    | 2028            |
| weitere Bilder                                                      | Wohnhaus                                                                                        | Elberfeld-Mitte Obergrünewalder Straße 10         | |                | 27. März 1985      | 372             |
| weitere Bilder                                                      | Wohnhaus                                                                                        | Elberfeld-Mitte Obergrünewalder Straße 11         | |                | 19. September 1988 | 1465            |
| Wohnhaus                                                            | Wohnhaus                                                                                        | Elberfeld-Mitte Obergrünewalder Straße 11 a       | |                | 19. September 1988 | 1466            |
| weitere Bilder                                                      | Wohnhaus                                                                                        | Elberfeld-Mitte Obergrünewalder Straße 12         | |                | 14. Mai 1992       | 2221            |
| weitere Bilder                                                      | Wohn- und Geschäftshaus                                                                         | Elberfeld-Mitte Obergrünewalder Straße 13         | |                | 30. Juni 1992      | 2293            |
| weitere Bilder                                                      | Wohn- und Geschäftshaus                                                                         | Elberfeld-Mitte Obergrünewalder Straße 15         | |                | 4. Februar 1985    | 293             |
| weitere Bilder                                                      | Wohnhaus                                                                                        | Elberfeld-Mitte Obergrünewalder Straße 17         | |                | 17. Dezember 1985  | 677             |
| weitere Bilder                                                      | Wohnhaus                                                                                        | Elberfeld-Mitte Obergrünewalder Straße 19         | |                | 9. Juli 1992       | 2308            |
| weitere Bilder                                                      | Wohnhaus                                                                                        | Elberfeld-Mitte Osterfelder Straße 1              | eine bauliche Einheit mit Luisenstraße 59                                                                        | 1849–1870      | 13. Juni 1994      | 3427            |
| weitere Bilder                                                      | Wohnhaus                                                                                        | Elberfeld-Mitte Osterfelder Straße 3              | | 1880           | 22. April 1998     | 4092            |
| weitere Bilder                                                      | Wohnhaus                                                                                        | Elberfeld-Mitte Osterfelder Straße 5              | | 1860           | 22. April 1998     | 4093            |
| weitere Bilder                                                      | Wohnhaus                                                                                        | Elberfeld-Mitte Osterfelder Straße 7              | | 1860           | 22. April 1998     | 4094            |
| weitere Bilder                                                      | Wohnhaus                                                                                        | Elberfeld-Mitte Osterfelder Straße 8              | |                | 9. September 1986  | 862             |
| weitere Bilder                                                      | Wohnhaus                                                                                        | Elberfeld-Mitte Osterfelder Straße 10             | |                | 23. Mai 1986       | 770             |
| weitere Bilder                                                      | Wohnhaus                                                                                        | Elberfeld-Mitte Osterfelder Straße 11             | | 1828–1838      | 13. Februar 1992   | 2042            |
| Wohnhaus                                                            | Wohnhaus                                                                                        | Elberfeld-Mitte Osterfelder Straße 12             | |                | 8. April 1987      | 1027            |
| Wohnhaus                                                            | Wohnhaus                                                                                        | Elberfeld-Mitte Osterfelder Straße 14             | | 1840           | 8. November 1988   | 1500            |
| Verwaltungsgebäude                                                  | Verwaltungsgebäude                                                                              | Elberfeld-Mitte Osterfelder Straße 15             | eine D-Nummer mit Auer Schulstraße 12                                                                            |                | 27. Februar 1992   | 2062            |
| weitere Bilder                                                      | Alte lutherische Kirche am Kolk                                                                 | Elberfeld-Mitte Platz am Kolk                     | |                | 15. Juni 1984      | 33              |
| weitere Bilder                                                      | Postgebäude                                                                                     | Elberfeld-Mitte Platz am Kolk 1/3                 | eine bauliche Einheit mit Morianstraße 5, Kipdorf 23, den Schmalseiten des langgeschwungenen Gebäudeblocks       |                | 22. Februar 1994   | 3292            |
| weitere Bilder                                                      | Museum (Von der Heydt-Museum)                                                                   | Elberfeld-Mitte Schwanenstraße 35                 | eine bauliche Einheit mit Wall 11 und Burgstraße 4                                                               |                | 4. Dezember 1984   | 197             |
| Schwebebahn-Station (Schwebebahn-Station Landgericht)               | Schwebebahn-Station (Schwebebahn-Station Landgericht)                                           | Elberfeld-Mitte Schwebebahnhof Landgericht        | Teil des Denkmals Gesamtanlage Schwebebahn mit der D-Nummer 4035                                                 |                | 26. Mai 1997       | 4035            |
| Schwebebahn-Station (Schwebebahn-Station Ohligsmühle)               | Schwebebahn-Station (Schwebebahn-Station Ohligsmühle)                                           | Elberfeld-Mitte Schwebebahnhof Ohligsmühle        | Teil des Denkmals Gesamtanlage Schwebebahn mit der D-Nummer 4035                                                 |                | 26. Mai 1997       | 4035            |
| weitere Bilder                                                      | Kirche (Evangelische Sophienkirche)                                                             | Elberfeld-Mitte Sophienstraße                     | |                | 3. Juli 1984       | 36              |
| weitere Bilder                                                      | Wohnhaus                                                                                        | Elberfeld-Mitte Sophienstraße 1                   | eine D-Nummer mit Luisenstraße 91                                                                                | 1849–1870      | 27. Oktober 1993   | 2119            |
| weitere Bilder                                                      | Wohn- und Geschäftshaus                                                                         | Elberfeld-Mitte Sophienstraße 3                   | | 1865/1903      | 21. Juni 1994      | 3433            |
| weitere Bilder                                                      | Wohn- und Geschäftshaus                                                                         | Elberfeld-Mitte Sophienstraße 3 a                 | | 1865/1903      | 21. Juni 1994      | 3434            |
| weitere Bilder                                                      | Wohnhaus                                                                                        | Elberfeld-Mitte Sophienstraße 4                   | eine D-Nummer mit Sophienstraße 6                                                                                |                | 1. September 1988  | 1446            |
| Wohnhaus                                                            | Wohnhaus                                                                                        | Elberfeld-Mitte Sophienstraße 5 a                 | | 1882           | 7. April 1994      | 3352            |
| weitere Bilder                                                      | Wohnhaus                                                                                        | Elberfeld-Mitte Sophienstraße 6                   | eine D-Nummer mit Sophienstraße 4                                                                                |                | 1. September 1988  | 1446            |
| weitere Bilder                                                      | Wohnhaus                                                                                        | Elberfeld-Mitte Sophienstraße 8                   | |                | 30. Oktober 1987   | 1173            |
| weitere Bilder                                                      | Wohn- und Geschäftshaus                                                                         | Elberfeld-Mitte Sophienstraße 9                   | |                | 15. Mai 1990       | 1754            |
| weitere Bilder                                                      | Wohnhaus                                                                                        | Elberfeld-Mitte Sophienstraße 10                  | | 1886–1895      | 9. November 1993   | 3176            |
| weitere Bilder                                                      | Wohnhaus                                                                                        | Elberfeld-Mitte Sophienstraße 11                  | | 1844           | 21. März 1990      | 1721            |
| weitere Bilder                                                      | Wohn- und Geschäftshaus                                                                         | Elberfeld-Mitte Sophienstraße 12                  | | 1886–1895/1953 | 14. Februar 1994   | 3280            |
| weitere Bilder                                                      | Wohn- und Geschäftshaus                                                                         | Elberfeld-Mitte Sophienstraße 13                  | |                | 29. März 1984      | 1               |
| weitere Bilder                                                      | Wohnhaus                                                                                        | Elberfeld-Mitte Sophienstraße 14                  | | 1886–1895/1947 | 14. Februar 1994   | 3281            |
| weitere Bilder                                                      | Wohn- und Geschäftshaus                                                                         | Elberfeld-Mitte Sophienstraße 15                  | |                | 26. Januar 1990    | 1696            |
| weitere Bilder                                                      | Wohn- und Geschäftshaus                                                                         | Elberfeld-Mitte Sophienstraße 22                  | | 1838–1846/1899 | 7. April 1994      | 3353            |
| weitere Bilder                                                      | Wohn- und Geschäftshaus                                                                         | Elberfeld-Mitte Sophienstraße 26                  | |                | 11. August 1988    | 1433            |
| Wohnhaus                                                            | Wohnhaus                                                                                        | Elberfeld-Mitte Südstraße 17                      | eine D-Nummer mit Südstraße 19                                                                                   |                | 11. Dezember 1991  | 1973            |
| Wohnhaus                                                            | Wohnhaus                                                                                        | Elberfeld-Mitte Südstraße 19                      | eine D-Nummer mit Südstraße 17                                                                                   |                | 11. Dezember 1991  | 1973            |
| weitere Bilder                                                      | Badeanstalt (Schwimmoper)                                                                       | Elberfeld-Mitte Südstraße 29                      | |                | 21. September 1995 | 3748            |
| Wohnhaus                                                            | Wohnhaus                                                                                        | Elberfeld-Mitte Tannenbergstraße 27               | |                | 31. März 1994      | 3341            |
| Wohnhaus                                                            | Wohnhaus                                                                                        | Elberfeld-Mitte Tannenbergstraße 29               | |                | 8. März 1989       | 1538            |
| weitere Bilder                                                      | Rathaus, Museum (Von-der-Heydt-Museum, Altes Elberfelder Rathaus)                               | Elberfeld-Mitte Turmhof 8                         | |                | 29. November 1984  | 195             |
| weitere Bilder                                                      | Wohnhaus                                                                                        | Elberfeld-Mitte Untergrünewalder Straße 2         | Eckgebäude (Untergrünewalder Straße / Luisenstraße)                                                              | 1874           | 24. Juni 1997      | 4059            |
| weitere Bilder                                                      | Wohn- und Geschäftshaus                                                                         | Elberfeld-Mitte Untergrünewalder Straße 3         | eine D-Nummer mit Luisenstraße 81                                                                                | 1900           | 17. Dezember 1993  | 3237            |
| weitere Bilder                                                      | Wohnhaus                                                                                        | Elberfeld-Mitte Untergrünewalder Straße 4         | | 1860           | 7. März 1994       | 3311            |
| weitere Bilder                                                      | Wohnhaus                                                                                        | Elberfeld-Mitte Untergrünewalder Straße 5         | |                | 22. Mai 1990       | 1758            |
| weitere Bilder                                                      | Wohnhaus                                                                                        | Elberfeld-Mitte Untergrünewalder Straße 6         | | 1870–1880      | 14. März 1997      | 2186            |
| weitere Bilder                                                      | Wohnhaus                                                                                        | Elberfeld-Mitte Untergrünewalder Straße 7         | eine D-Nummer mit Untergrünewalder Straße 9                                                                      |                | 15. März 1990      | 1718            |
| weitere Bilder                                                      | Wohnhaus                                                                                        | Elberfeld-Mitte Untergrünewalder Straße 9         | eine D-Nummer mit Untergrünewalder Straße 7                                                                      |                | 15. März 1990      | 1718            |
| weitere Bilder                                                      | Wohnhaus                                                                                        | Elberfeld-Mitte Untergrünewalder Straße 10        | | 1870–1880      | 24. Juni 1997      | 4061            |
| weitere Bilder                                                      | Wohnhaus                                                                                        | Elberfeld-Mitte Untergrünewalder Straße 11 b      | |                | 4. November 1988   | 1496            |
| weitere Bilder                                                      | Wohn- und Geschäftshaus                                                                         | Elberfeld-Mitte Untergrünewalder Straße 11 a      | |                | 22. Mai 1990       | 1756            |
| weitere Bilder                                                      | Wohnhaus                                                                                        | Elberfeld-Mitte Untergrünewalder Straße 12        | | 1770–1820      | 13. August 1990    | 1802            |
| weitere Bilder                                                      | Museum (Von der Heydt-Museum)                                                                   | Elberfeld-Mitte Wall 11                           | eine bauliche Einheit mit Schwanenstraße 35 und Burgstraße 4                                                     |                | 4. Dezember 1984   | 197             |
| Ladenlokal (Hausfelder)                                             | Ladenlokal (Hausfelder)                                                                         | Elberfeld-Mitte Wall 17                           | Von der Heydt Museum – Eckladenlokal Hausfelder                                                                  |                | 4. Dezember 1984   | 197             |
| Wohnhaus                                                            | Wohnhaus                                                                                        | Elberfeld-Mitte Wall 26                           | |                | 28. November 1994  | 3605            |
| Wohn- und Geschäftshaus                                             | Wohn- und Geschäftshaus                                                                         | Elberfeld-Mitte Wall 32                           | |                | 28. November 1994  | 4204            |
| weitere Bilder                                                      | Geschäftshaus                                                                                   | Elberfeld-Mitte Wesendonkstraße 12                | eine bauliche Einheit mit Hofaue 54, siehe Textilfabrik Uhlhorn & Klussmann                                      |                | 13. November 1984  | 186             |
| weitere Bilder                                                      | Fabrikgebäude                                                                                   | Elberfeld-Mitte Wesendonkstraße 14                | eine bauliche Einheit mit Hofaue 67                                                                              |                | 8. März 1985       | 358             |
| Verwaltungsgebäude (Gesundheitsamt)                                 | Verwaltungsgebäude (Gesundheitsamt)                                                             | Elberfeld-Mitte Willy-Brandt-Platz 10             | siehe AOK-Gebäude                                                                                                |                | 31. Januar 1991    | 1862            |

### Baudenkmäler in Bearbeitung
Folgende Objekte werden noch geprüft oder deren Status ist in der Denkmalliste nicht klar ersichtlich.
| Bild           | Bezeichnung                                                | Lage                                 | Beschreibung | Bauzeit | Eingetragen seit | Denkmal- nummer |
| -------------- | ---------------------------------------------------------- | ------------------------------------ | --- | ------- | ---------------- | --------------- |
| weitere Bilder | Brücke (Alexanderbrücke)                                   | Elberfeld-Mitte Alexanderstraße      | Status wird überprüft |         |                  | 0               |
| weitere Bilder | (ehem. Galerie Parnass)                                    | Elberfeld-Mitte Alte Freiheit 16     | Denkmal ohne Denkmalnummer. Eine bauliche Einheit mit Alte Freiheit 18                                                           |         |                  | 0               |
| weitere Bilder | (ehem. Galerie Parnass)                                    | Elberfeld-Mitte Alte Freiheit 18     | Denkmal ohne Denkmalnunnmer. Eine bauliche Einheit mit Alte Freiheit 16                                                          |         |                  | 0               |
| weitere Bilder | Treppe (Treppe Am Wunderbau)                               | Elberfeld-Mitte Am Wunderbau         | Denkmal ohne Denkmalnummer. Führt vom Hofkamp zur Elisenstraße                                                                   |         | 26. Juni 1996    | 0               |
| weitere Bilder | Brücke (Bismarcksteg)                                      | Elberfeld-Mitte Bismarcksteg         | Status wird überprüft |         |                  | 0               |
| weitere Bilder | Kleindenkmal (Bronzeplastik Pallas Athene von Arno Breker) | Elberfeld-Mitte Johannisberg 20      | Denkmal ohne Denkmalnummer. Standort am Haupteingang des Wilhelm-Dörpfeld-Gymnasiums.                                            |         |                  | 0               |
| weitere Bilder | Brücke                                                     | Elberfeld-Mitte Martin-Gauger-Straße | Status wird überprüft. Adresse bis zur Straßenumbenennung 2018: Eiland                                                           |         |                  | 0               |
| weitere Bilder | Glockenspiel                                               | Elberfeld-Mitte Poststraße 11        | Status wird überprüft. Das Glockenspiel ist eingelassen in eine etagenübergreifende Nische des ehem. Stammhauses der Fa. Abeler. | 1951    |                  | 0               |
| weitere Bilder | Brücke                                                     | Elberfeld-Mitte Wesendonkstraße      | Denkmal ohne Denkmalnummer |         |                  | 0               |

### Bewegliches Denkmal
| Bild           | Bezeichnung   | Lage                            | Beschreibung                                         | Bauzeit | Eingetragen seit | Denkmal- nummer |
| -------------- | ------------- | ------------------------------- | ---------------------------------------------------- | ------- | ---------------- | --------------- |
| weitere Bilder | Leuchtreklame | Elberfeld-Mitte Kirchstraße 10  | Die Leuchtreklame warb für die frühere Maxim-Bar.    |         |                  | C 19            |
| weitere Bilder | Hausorgel     | Elberfeld-Mitte Johannisberg 40 | Hausorgel des Organisten der Historischen Stadthalle |         |                  | C               |